# Eyalet di Temeșvar

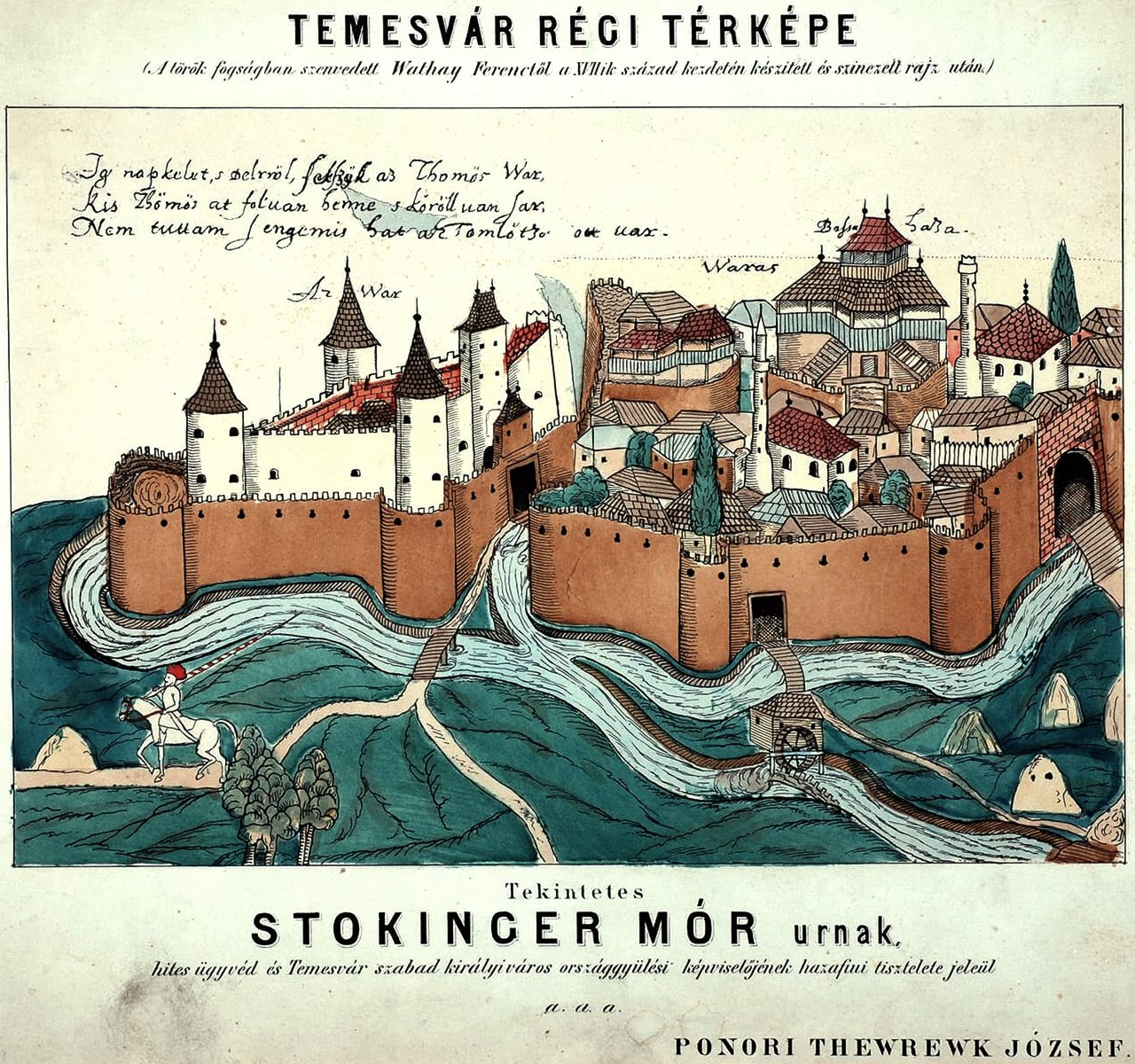
Temeșvar (Timișoara) sotto il dominio ottomano nel 1602

L'eyalet di Temeşvar (in turco Eyalet-i Temeşvar), fu un eyalet dell'Impero ottomano. Oltre al Banato, la provincia includeva l'area a nord del fiume Mureș, parte della regione della Crișana. Il suo territorio è ora diviso tra Ungheria, Romania e Serbia. La sua capitale era Temeşvar.

## Storia
L'Eyalet di Temeşvar venne costituito nel 1552 quando il castello ungherese di Temesvár difeso dalle truppe di István Losonczy venne catturato dalle truppe ottomane guidate da Kara Ahmed Pasha il 26 luglio 1552 e rimase in auge sino al 1716 quando venne conquistato dalla monarchia asburgica. L'Eyalet era guidato da un wali (governatore) o beylerbey (talvolta con la posizione di pascià o visir), la cui residenza era nel castello di Hunyadi presso Temeşvar. Nel 1718 gli Asburgo istituirono in loco una nuova regione denominata Banato di Temeswar.

## Geografia antropica

### Suddivisioni amministrative
| Prima del Trattato di Karlowitz del 1699, la provincia era divisa in quattro sanjak: 1. sanjak di Temeşvar (Timișoara) 2. sanjak di Çanad (Cenad) 3. sanjak di Lipva (Lipova) 4. sanjak di Yanova (Ineu) 5. sanjak di Küle (Gyula) 6. sanjak di Fenlak (Felnac) 7. sanjak di Beçkerek (Bečkerek) 8. sanjak di Çakova (Ciacova) 9. sanjak di Pançova (Pančevo) 10. sanjak di Modava (Moldova Nouă) 11. sanjak di Orșova (Orșova) I sanjaks di Küle, Yanova, Fenlak e parti a nord del Çanad ed i sanjak Lipva vennero trasferiti alla monarchia asburgica dopo la sigla del Trattato di Karlowitz. | L'eyalet era composto di cinque sanjak tra il 1700 ed il 1701: 1. sanjak di Tımışvar (Paşa Sancaığı, Timișoara) 2. sanjak di Cenad o Çanad (Cenad) 3. sanjak di Modava (Moldova Veche) 4. sanjak di Segedin (Seghedino) 5. sanjak di Lipova (Lipova) Nota: Prima del Trattato di Karlowitz, il Sanjak di Segedin era parte dell'Eyalet di Egir. Gran parte di questo sanjak (incluso il suo centro amministrativo, Segedin) vennero trasferiti alla monarchia asburgica nel 1699. Una piccola parte del sanjak sulla riva sinistra del fiume Tibisco rimase all'Impero ottomano. | Secondo Sancak Tevcih Defteri, l'eyalet consisteva di sei sanjak tra il 1701 ed il 1702: 1. sanjak di Tımışvar (Paşa Sancaığı, Timișoara) 2. sanjak di Cenad o Çanad (Cenad) 3. sanjak di Șebeș Lagoș (Caransebeș-Lugoj) 4. sanjak di Modava (Moldova Veche) 5. sanjak di İrşora o Orșova (Irișoara) 6. sanjak di Lipova (Lipova) | L'elayet passò a tre sanjak nel periodo tra il 1707 ed il 1713: 1. sanjak di Tımışvar (Paşa Sancağı, Timișoara) 2. sanjak di Sirem (Syrmia) 3. sanjak di Semendire (Smederevo) |

## Beylerbeyleri (governatori)

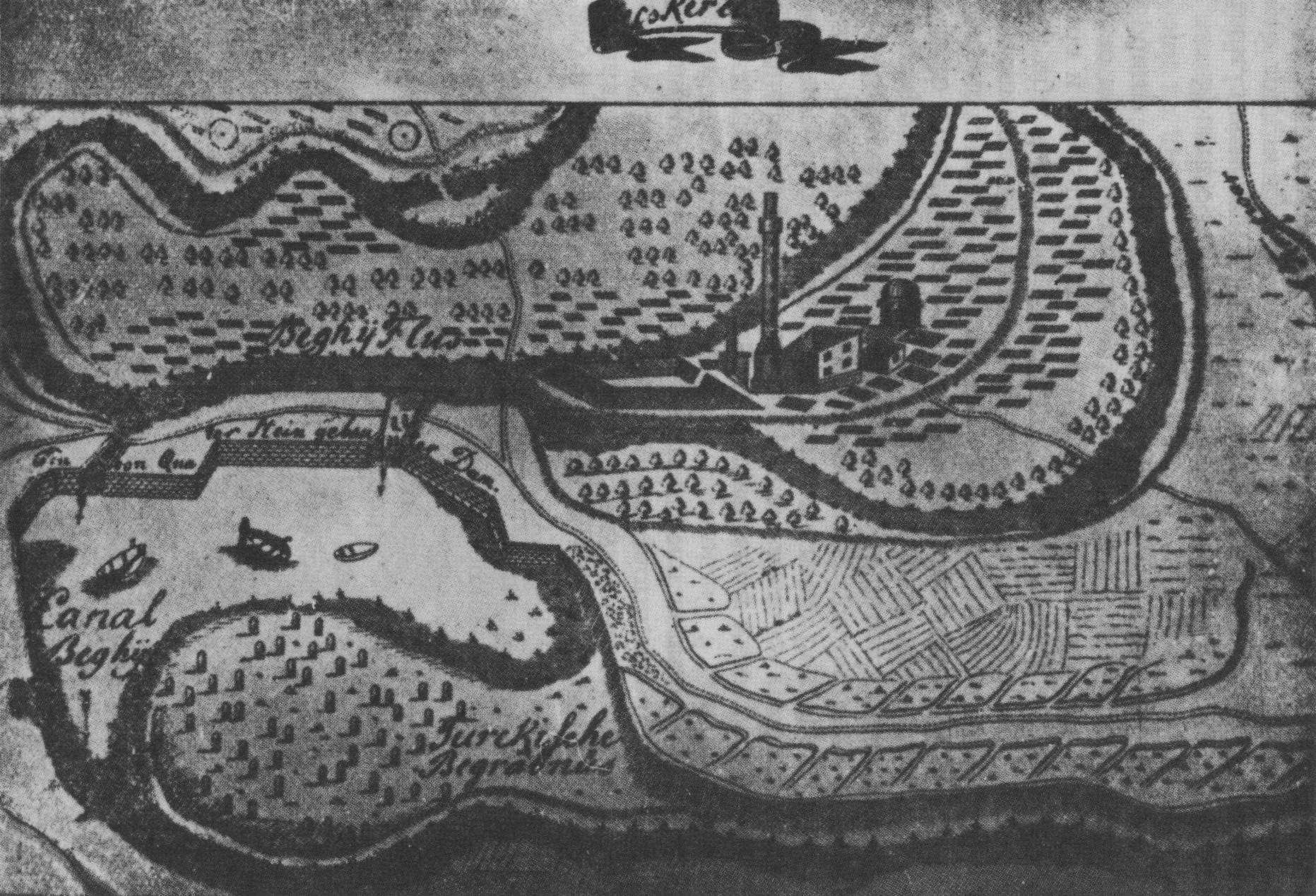
Beçkerek (Bečkerek) nel 1697/98

- Kazim-bey o Gazi Kasim-pasha (1552–1554)[4]
- Deli Hasan (1594)[5]
- Sofi Sinan-pasha (1594)[6]
- Hasan-pasha, il giovane (1594)[7]
- Deli Hasan (1604-1605)
- Ibrahim-pasha (1687)[8]
- Ibrahim-pasha (1701-)[9]